# Cryopterygius
Cryopterygius – rodzaj późnojurajskich ichtiozaurów, obejmujący gatunki C. kristiansenae i C. kielanae. Nazwa Cryopterygius oznacza po grecku "zamrożona płetwa". Ichtiozaury z tego rodzaju żyły w późnej jurze (tyton). 